# Secamonopsis madagascariensis
Secamonopsis madagascariensis är en oleanderväxtart som beskrevs av Jumelle. Secamonopsis madagascariensis ingår i släktet Secamonopsis och familjen oleanderväxter. Inga underarter finns listade i Catalogue of Life.